# Малчо Николов
Малчо Николов Малчев, известен като Малчо Николов, е български литературен критик, творил основно в периода между двете световни войни.

## Биография
Роден е на 26 октомври 1883 г. в Зараево, Поповско. Завършва славянска филология в Софийския университет, където негови преподаватели са Иван Шишманов, Михаил Арнаудов, д-р Кръстьо Кръстев и Боян Пенев. Работи като учител в основното училище в с. Зараево през 1905-1908 г., а в 1907-1908 г. преподава в съседното с. Козица. През 1913-1914 г. се присъединява към Разградската мъжка гимназия "Йосиф I" като кандидат-учител (като става пълноправен учител през учебната 1919-1920 г.), като също през 1914 г. преподава и като волнонаемен учител в Разградската общинска девическа гимназия (като през следващата година е назначен и като редовен учител там). През 1920 г. семейството му се установява в гр. София, където е назначен за подначалник на Отделението за средно образование Министерството на народното просвещение. Автор е на учебници по литература.
Взема участие във Войните за национално обединение (1912-1918), достигайки до чин запасен капитан.
През 1926 година Николов основава списанието „Българска реч“ и е негов редактор от 1928 до 1943 година, когато списанието е закрито.
Сътрудничи с текстове за списанията „Огнище“ (1919-1933), „Слънце“ (1919-1921), „Демократически преглед“, както и „Златорог“.
Пише критика за почти всички значими фигури в новата българска литература. Изследванията си систематизира в книгите „Литературни характеристики от Ботева до Дебелянова“ (1927), „Литературни характеристики и паралели“ (1928), „История на българската литература“ (1941), с три преработени и допълнени издания с подзаглавия „История на българската литература от Петка Славейкова до наши дни“ и „От Теодор Траянов до Никола Вапцаров“ (1947). „Историята“ е оценена високо от литературния критик Владимир Василев, който я поставя като втори голям сериозен опит след „История на българската литература“ на Божан Ангелов от 1933 година. По-късно обаче книгата е остро критикувана от литераторите-марксисти и като цяло трудовете на Николов не се преиздават и разпространяват.
След 9 септември 1944 година отказва да се присъедини към БКП (бил е широк социалист) и изпада в немилост като повече не му се позволява да публикува.
Умира на 2 март 1965 г.